# Wyhówka
Wyhówka (ukr. Вигівка) – wieś na Ukrainie, w  obwodzie iwanofrankiwskim, w rejonie halickim.